# 데이비드 팻코
데이비드 팻코(David Paetkau, 1978년 11월 10일 ~ )는 캐나다의 배우이다.

## 출연 작품
- 더 스페이스 비트윈 (2017)
- 원펀치 2 (2017)
- 맨 오브 스틸 (2013)
- 플래쉬 포인트 5 (2012)
- 원펀치 (2011)
- 덱스터 시즌5 (2010)
- 아름다운 인생 (2008)
- 플래쉬포인트 (2008)
- 에이리언 VS. 프레데터 2 (2007)
- 나는 항상 네가 지난 여름에 한일을 알고 있다 (2006)
- 데스티네이션 2 (2003)
- 뱅, 뱅, 넌 죽었다 (2002)
- 슬랩 샷 2 (2002)
- 스노우 데이 (2000)
- 크레들베이 (1998)